# Aeroportul Vatukoula
Aeroportul Vatukoula (IATA: VAU, ICAO: NFNV) este un aeroport din Fiji.
Situat la o altitudine de 48 m, aeroportul dispune de o singură pistă.